# Numéral
En grammaire traditionnelle, les numéraux sont une classe de mots hétérogène quant à leur morphologie et à leurs fonctions syntaxiques, qui se comportent, selon leur contexte, comme des mots d’autres natures (adjectifs, noms, pronoms ou adverbes), aussi bien en fonction de leurs espèces, que dans le cadre de certaines espèces, où ils peuvent avoir plusieurs valeurs morphologiques. La classe des numéraux n’est homogène que du point de vue sémantique : ils expriment l’idée de nombre, ils donnent des indications de quantité. Dans des grammaires traditionnelles du français on parle d’adjectifs numéraux et de noms de nombre. C’est par convention qu’on classe tous les numéraux parmi les adjectifs. Dans des ouvrages relativement récents, on a adopté en français le nom « numéral » pour désigner cette classe, comme dans la linguistique anglophone. Alors que le numéral est considéré comme une partie du discours dans certaines grammaires, dans d’autres on lui conteste cette qualité et une partie des numéraux sont inclus parmi les pronoms et d’autres parmi les adjectifs,, ou on évite leur intégration dans des structures régulières.
Dans certaines grammaires, le numéral est inclus dans la classe plus vaste des déterminants, à laquelle appartiennent également les articles et les adjectifs pronominaux. Certains auteurs rangent une catégorie de numéraux, les cardinaux, dans la classe des quantifieurs ou quantificateurs, dont font aussi partie les pronoms et adjectifs pronominaux indéfinis exprimant des quantités, l’article défini, les noms indéfinis au pluriel, des déterminants interrogatifs et exclamatifs (combien de, que de), des locutions nominales : la majorité de, une foule de. Dans des ouvrages français, le numéral est inclus dans les deux classes,.
Les grammaires qui établissent une classe des numéraux ne sont pas unitaires quant aux catégories de mots donnant des indications de quantité à y inclure. Ainsi, certains ouvrages anglais ou hongrois y rangent les pronoms et adjectifs pronominaux indéfinis tels que (en) all « tout », many « beaucoup (de) », few « (un) peu (de) », several « plusieurs ». Dans cette vision, les numéraux se divisent en deux catégories principales : définis et indéfinis,. D’autres ouvrages, par exemple français, roumains ou BCMS laissent de côté les indéfinis lorsqu’ils traitent des numéraux,,.
Il y a des numéraux dans pratiquement toutes les langues, bien que certaines en aient très peu, par exemple le pitjantjatjara d’Australie qui a seulement les mots correspondant à « un », « deux » et « trois ». Une seule langue est connue pour n’avoir aucun numéral, le pirahã d’Amazonie,.

## Catégories de numéraux
Les numéraux peuvent être groupés selon plusieurs critères. Dans certaines langues il y a des espèces de numéraux absentes dans d’autres, et dans le cadre de la grammaire d’une langue donnée, ils sont groupés en fonction de la vision des grammairiens, principalement selon qu’ils mettent l’accent sur l’aspect sémantique ou sur l’aspect morphosyntaxique.
Les grammaires traditionnelles groupent les numéraux principalement du point de vue sémantique, en précisant pour chaque espèce les valeurs morphologiques (adjectivale, nominale, pronominale ou adverbiale) et les fonctions syntaxiques que peuvent avoir les numéraux qui y appartiennent. Le critère morphosyntaxique intervient d’ordinaire pour délimiter les espèces qui ont une seule valeur morphologique.
En français, Dubois 2002 distingue les numéraux cardinaux, ordinaux, multiplicatifs, distributifs, les noms de fractions et les noms numéraux dérivés avec les suffixes -ain(e) et -aire. Grevisse et Goosse 2007 leur ajoute les adverbes numéraux (ex. primo). Selon Bussmann 1998, en anglais il y a en plus des numéraux collectifs (ex. a dozen « une douzaine ») et itératifs, ex. twice « deux fois ».

### Le numéral cardinal
Ce type de numéral exprime un nombre entier ou le nombre d’êtres, d’objets ou d’autres entités désignés par un nom,,. Exemples en français : un(e), deux, dix, douze, dix-sept, vingt, cinquante, soixante et un, quatre-vingt-onze. En phrases : J’ai trois fils, Ce livre a cent cinquante et une pages, Rendez-moi mes cent euros !, Il a posé les quatre livres sur la table.
Il y a des différences entre langues quant à la formation des numéraux correspondant aux nombres à partir de ceux correspondant aux chiffres. Ainsi, dans certaines langues, les numéraux désignant les nombres sont plus transparents quant à leur sens que dans d’autres. C’est le cas, en général, du chinois, du japonais ou du coréen, dans lesquels les numéraux entre 11 et 99 sont systématiquement plus transparents qu’en anglais ou dans d’autres langues européennes, comme on peut le voir dans le tableau comparatif ci-dessous.
| Nombre | Anglais     | Japonais   | Traduction littérale du (ja), du (zh) et du (ko) |
| ------ | ----------- | ---------- | ------------------------------------------------ |
| 11     | eleven      | jū-ichi    | dix-un                                           |
| 12     | twelve      | jū-ni      | dix-deux                                         |
| 13     | thirteen    | jū-san     | dix-trois                                        |
| 20     | twenty      | ni-jū      | deux-dix                                         |
| 21     | twenty-one  | ni-jū-ichi | deux-dix-un                                      |
| 22     | twenty-two  | ni-jū-ni   | deux-dix-deux                                    |
| 30     | thirty      | san-jū     | trois-dix                                        |
| 99     | ninety-nine | kyū-jū-kyū | neuf-dix-neuf                                    |

On a effectué des tests comparatifs entre enfants américains et asiatiques de l’est, en constatant que tous comptaient également bien entre 1 et 10, ainsi qu'au-delà de 99, mais que les asiatiques comptaient mieux entre 11 et 99. Les numéraux asiatiques de l’est, étant plus transparents, font les enfants penser par dizaines, alors que les systèmes moins transparents stimulent en moindre mesure les enfants à dépasser, en comptant, l’accumulation d’unités . Cela pourrait être l’une des explications des meilleures performances en mathématiques des enfants asiatiques de l’est.
Les numéraux cardinaux sont utilisés tout d’abord avec une valeur nominale, d’une manière absolue, sans indiquer la quantité d’êtres, d’objets ou d’autres entités, par exemple dans les opérations mathématiques :
(fr) Seize est un multiple de quatre, Sept était un nombre sacré ;
(hu) Három plusz öt egyenlő nyolccal « Trois plus cinq égalent huit ».
En BCMS il y a des numéraux cardinaux dérivés de cardinaux simples, qui ont seulement une valeur nominale. Ce sont les noms féminins des chiffres : jedinica (1), trojka (3), četvorka (4), petica (5) etc., utilisés par exemple pour les notes scolaires, ex. Dobio sam dvojku iz matematike « J’ai eu deux en maths ».
En hongrois aussi il y a des numéraux cardinaux dérivés des simples, avec le suffixe -s, mais ils peuvent avoir trois valeurs :
- nominale, en tant que noms des chiffres et des nombres, entre autres pour désigner les notes scolaires : egyes (1), kettes (2), hármas (3), négyes (4), ötös (5)[19],[17] ;
- adjectivale : Szálljon át a hetes buszról a negyvenesre! « Changez du bus sept au quarante »[20] ;
- pronominale : Szálljon át a hetes buszról a negyvenesre!

En français et dans d’autres langues aussi, ce sont les numéraux cardinaux non dérivés qui peuvent avoir, avec la même forme, en dehors d’une valeur nominale, une valeur adjectivale ou pronominale :
(fr) deux hommes (valeur adjectivale) vs Deux d’entre eux sont arrivés (valeur pronominale) ;
(ro) Doi băieți au venit « Deux garçons sont venus » vs Doi au venit « Deux sont venus » ;
(en) four super prizes « quatre super-prix » vs Four of the passengers were injured « Parmi les passagers, quatre ont été blessés ».
En hongrois, les cardinaux simples aussi peuvent avoir ces valeurs en plus de leur valeur nominale : Tíz szék hiányzik « Il manque dix chaises » vs Tíz hiányzik « Il en manque dix ».

### Le numéral ordinal
Les numéraux ordinaux expriment l’ordre numérique des êtres, des objets ou d’autres entités dans l’espace, dans le temps ou dans une hiérarchie,.
En français, à part premier(ière) et second(e), les numéraux ordinaux sont dérivés des cardinaux avec le suffixe -ième, ex. deuxième (synonyme de second(e)), troisième, quatrième, vingt et unième. En phrases : Mon troisième fils est encore étudiant, Le bébé vient de faire ses premiers pas.
En anglais, sauf first « premier(ière) », second « deuxième/second(e) » et third « troisième », ce type de numéral est également dérivé des cardinaux, avec le suffixe -th: fourth « quatrième », hundredth « centième », etc. En phrase : The third and fourth adult passengers in your car can travel free « Le troisième et le quatrième passager adulte peuvent voyager gratis dans votre voiture ».
En hongrois aussi, les ordinaux sont dérivés des cardinaux, avec le suffixe -dik, sauf les deux premiers : első « premier(ière) » n’a pas pour base un numéral, étant dérivé avec un autre suffixe, et második « deuxième/second(e) » n’est pas dérivé d’un numéral. D’autres ordinaux sont harmadik « troisième », huszonegyedik « vingt et unième », etc. Dans cette langue on exprime par des ordinaux les dates, entre autres, ex. február huszonkettedike « le 22 février » (littéralement, « la 22e de février »).
En BCMS, le système de formation est analogue. Les ordinaux sont dérivés avec les suffixes et en même temps désinences casuelles -i (masculin), -a (féminin), -o ou -e (neutre), qui sont celles du nominatif singulier et qui changent aux autres cas. La base des deux premiers n’est pas un numéral, et la dérivation de quelques autres présente des irrégularités. Exemples : prvi/prva/prvo « premier(ière) », drugi/druga/drugo « deuxième/second(e) », treći/treća/treće « troisième », četvrti/četvrta/četvrto « quatrième », peti/peta/peto « cinquième », dvanaesti/dvanaesta/dvanaesto « douzième ». En syntagmes : prva kiša « la première pluie », treći razred « la classe de troisième », dvadeset osma ulica « la 28e rue ».
En roumain, le système de formation des ordinaux est différent des quatre précédents. Primul/prima « le premier/la première » et son synonyme întâiul/întâia sont des mots radicaux, utilisés le plus souvent, comme ici, avec l’article défini enclitique. Les autres se forment au masculin avec l’article appelé « possessif » al + le cardinal correspondant + l’article défini -le + ce qu’on appelle la particule -a. Au féminin, la forme de l’article possessif est a et on supprime l’article défini. Exemples : al douăzecilea/a douăzecea « le/la vingtième », al doilea (rând) « le deuxième (rang) », a doua (încercare) « la deuxième (tentative) », al treilea (cerc) « le troisième (cercle) », a treia (mașină) « la troisième (voiture) », al o sută douăzeci și unulea (stâlp) « le cent vingt et unième (poteau) », a o sută douăzeci și una (cerere) « la cent vingt et unième (demande) », etc. Le numéral ordinal est souvent précédé de l’article appelé « démonstratif » et de la préposition de, surtout quand il faut le décliner, parce que sans cela il ne se décline pas : cel de al doilea « le deuxième », cartea celui de al doilea (génitif) « le livre du deuxième »,.
Dans les langues mentionnées dans cette section, les numéraux ordinaux ont toutes les caractéristiques des adjectifs mais peuvent aussi avoir une valeur pronominale, en substituant le nom déterminé :
(fr) Nous habitons au sixième étage vs Nous habitons au sixième ;
(ro) (Cel de) al doilea copil a venit « Le deuxième enfant est venu » vs (Cel de)  al doilea a venit « Le deuxième est venu » ;
(hu) A második emeletre megyünk « Nous allons au second étage » vs A másodikra megyünk « Nous allons au second ».
Le numéral ordinal entre dans diverses locutions. L’une exprime combien de fois une action est accomplie ou une qualité se manifeste.
En français, elle est formée d’un article féminin singulier (défini ou indéfini) ou un adjectif possessif + un numéral ordinal + le nom fois, le tout pouvant être précédé de la préposition pour, ex. (pour) la première fois, (pour) une seconde fois.
En roumain, le numéral ordinal est suivi des noms dată, synonyme oară « fois », la locution pouvant être précédée de la préposition pentru « pour » : (pentru) întâia/prima oară/dată « (pour) la première fois », (pentru) a doua oară « (pour) la seconde fois », Am reușit de prima oară « J’ai réussi dès la première fois ».
En hongrois, l’équivalent de cette locution est le numéral ordinal (sans la partie -ik de son suffixe -dik), auquel on ajoute le suffixe -szor/-szer/-ször : először « la première fois », másodszor « la deuxième fois », tizenegyedszer « la onzième fois ». En phrase : Ma már negyedszer találkozom veled « C’est déjà la quatrième fois que je te rencontre aujourd’hui ».
Une autre locution avec le numéral ordinal sert surtout de connecteur dans les séries d’arguments. Elle est construite en français avec la préposition en + le numéral ordinal + le nom lieu: en premier lieu, en second lieu, etc. C’est un synonyme de ce qu’on appelle « adverbe numéral » dans des grammaires françaises (voir plus bas).
En roumain, son équivalent est formé de la préposition în « en » + l’ordinal + le nom rând « rang » : în primul rând, în al doilea rând, etc..
En BCMS, c’est la forme de nominatif singulier neutre du numéral ordinal qui correspond à cette locution, ex. Prvo, to je stvarno moguće, drugo, to je vjerojatno i treće, to se baš tako dogodilo « Primo, c’est vraiment possible, secundo, c’est probable, tertio, cela s’est justement passé ainsi ».

### Le numéral multiplicatif
Le numéral multiplicatif exprime une augmentation quantitative proportionnelle exacte, par multiplication.
Dans des grammaires françaises on considère comme des numéraux multiplicatifs les mots simple, double, triple, quadruple, quintuple, sextuple, septuple, octuple, nonuple, décuple, centuple, empruntés au latin. Ils ont une valeur adjectivale ou nominale : une somme double, le double de la somme.
En roumain, les équivalents de ces multiplicatifs sont formés par dérivation parasynthétique des cardinaux, avec le préfixe în- et le suffixe de participe -it: îndoit(ă) « double », întreit(ă) « triple », încincit(ă) « quintuple », înșesit(ă) « sextuple », înșeptit(ă) « septuple », înzecit(ă) « décuple », însutit(ă) « centuple », un câștig întreit « un gain triple », a plătit îndoit « Il/Elle a payé doublement ». Le roumain a emprunté au français les multiplicatifs latins, en les employant surtout dans les variantes officielles de la langue standard, sous les formes dublu, triplu, cvadruplu, etc. Aussi bien les multiplicatifs dérivés, que ceux empruntés ont une valeur adjectivale et adverbiale.
D’autres multiplicatifs pris en compte par les grammaires roumaines sont des locutions qui ont seulement une valeur adverbiale. Elles expriment combien de fois on effectue une action (nombre d’occurrence d’un événement) ou combien de fois une caractéristique exprimée par un adjectif ou un adverbe est supérieure ou inférieure à une autre caractéristique, en construction comparative. Elles sont formées de la préposition de + le numéral cardinal + le mot ori (pluriel de oară « fois »), ex. de două ori « deux fois », de trei ori « trois fois », de patru ori « quatre fois ». La seule exception est o dată « une fois ». En phrase : Am fost la Paris de două ori « Je suis allé(e) deux fois à Paris ».
En anglais il y a de tels numéraux formés avec le suffixe -fold. Ils ont une valeur adjectivale (ex. threefold problem « un triple problème ») ou adverbiale, ex. to increase tenfold « augmenter dix fois ». En anglais aussi on utilise les multiplicatifs empruntés au latin, ex. double fault « double faute ».
Il y a aussi en anglais des numéraux multiplicatifs seulement adverbiaux, appelés « itératifs » par Bussmann 1998. Ce sont les mots once « une fois », twice « deux fois », thrice « trois fois » et les syntagmes formés des numéraux cardinaux + le nom times « fois » : three times (synonyme de thrice), ten times « dix fois », etc. En phrases : You've told me that same story three times now « Tu m’as déjà dit trois fois cette même histoire », You're looking ten times better than you did yesterday « Tu as l’air dix fois mieux qu’hier ».
En BCMS, ce numéral est formé avec l’élément de composition -struk(i) (m.), -struka (f.), -struko (n.). Au masculin et au féminin il a une valeur seulement adjectivale, ex. jednostruk(a) « simple », dvostruk(a) « double », stostruk(a) « centuple », au neutre ayant une valeur adverbiale aussi, ex. jednostruko « une fois », dvostruko « deux fois », utilisés dans des constructions comparatives.
Pour exprimer le nombre d’occurrences d’un événement, en BCMS on utilise le syntagme numéral cardinal + le nom put : jedan put « une fois », dva puta « deux fois », sto puta « cent fois », etc. En construction comparative, ce syntagme devient un mot composé (jedanput, dvaput, etc.), synonyme de jednostruko, dvostruko, etc.
En hongrois, ce type de numéral est seulement adverbial, étant formé avec le suffixe -szor/-szer/-ször, ex. egyszer « une fois », kétszer « deux fois », háromszor « trois fois », ötször « cinq fois ». En phrase et en syntagmes : Már háromszor voltam ebben a múzeumban « Je suis déjà allé(e) trois fois dans ce musée », ötször nagyobb « cinq fois plus grand(e) », tízszer kevesebb « dix fois moins ».

### Le numéral distributif
Ce numéral pris en compte dans certaines grammaires exprime la répartition en groupes contenant le même nombre d’entités.
Dans Dubois 2002 on trouve avec cette dénomination la construction numéral cardinal + la préposition par + le cardinal répété, ex. un par un, deux par deux, trois par trois.
En roumain c’est une locution formée au moins de l’adverbe câte + un numéral cardinal. Par répétition du cardinal, c’est l’équivalent de la construction française, ex. doi câte doi « deux par deux » (ex. Copii, mergeți doi câte doi! « Allez deux par deux, les enfants ! »), mais il est utilisé sans cette répétition aussi : Putem împrumuta câte trei cărți de la bibliotecă « On peut emprunter trois livres (par personne) à la bibliothèque », Au format grupe de câte zece « Ils/Elles ont formé des groupes de dix ».
Dans des grammaires anglaises on considère comme des distributives les constructions numéral cardinal + le nom désignant l’entité dont on exprime la quantité + des mots tels que apiece « pièce », each « chacun(e) », per person « par personne », ex. They will receive six books each « Ils/Elles recevront six livres chacun(e) ».
En hongrois, le numéral distributif se forme par réduplication du cardinal, étant utilisé seulement dans des constructions du type « un(e)… (chacun/par personne) », ex. két-két « deux… (chacun) », hat-hat « six… (par personne) ».

### Les noms de fractions
Ces numéraux expriment l’une des parties égales résultant de la division d’un entier ou d’un groupe unitaire d’objets,.
En français, en dehors des noms demi(e) et moitié, et de deux anciens ordinaux (tiers et quart), les noms de fractions sont identiques aux ordinaux dérivés, ex. deux dixièmes de millimètre, un seizième de la somme, quinze centièmes de seconde, un deux-cent-cinquante-cinquième de seconde, La fission se produit en quelques milliardièmes de seconde.
En anglais, la plupart des noms de fractions sont également identiques aux ordinaux (ex. third « tiers », four fifths « quatre cinquièmes », fifteen sixteenths « quinze seizièmes »), sauf half « demi » et quarter « quart ».
En hongrois aussi les noms de fractions sont en relation avec les ordinaux dans le sens qu’ils sont formés par la suppression de la partie -ik de leur suffixe (ex. harmad « tiers », negyed « quart », négyötöd « quatre cinquièmes »), à l’exception de fél « demi » et másfél « un(e) et demi(e) ».
En roumain, à part les mots jumătate « moitié » et sfert « quart », les noms de fractions sont dérivés avec un suffixe spécifique, -ime, ex. doime (synonyme de jumătate), treime « tiers », pătrime (synonyme de sfert), cincime « cinquième », șesime « sixième ».
En BCMS, sauf polovina « demi », la plupart de ces numéraux sont dérivés des ordinaux avec le même suffixe que polovina (-ina) (ex. trećina « tiers », četvrtina « quart », petina « cinquième », pet osmina « cinq huitièmes »), et quelques-uns avec le suffixe -inka, ex. stotinka « centième ».

### Adverbes numéraux
Grevisse et Goosse 2007 entend par adverbes numéraux tout d’abord ceux qui, en français, sont dérivés de numéraux ordinaux avec le suffixe général de dérivation des adverbes, -ment : premièrement, deuxièmement, secondement, troisièmement, etc. Ils ont pour équivalents des adverbes empruntés au latin : primo, secundo, tertio, etc..

### Le numéral collectif
Ce numéral pris en compte par les grammaires de certaines langues exprime l’idée d’association, de groupement d’entités. Il a une valeur adjectivale ou pronominale.
Pour l’anglais on trouve avec cette appellation dozen, ex. en syntagme a dozen eggs « une douzaine d’œufs ».
Dans les grammaires du roumain on trouve en tant que numéraux collectifs amândoi (m.) / amândouă (f.) et son synonyme ambii/ambele « tou(te)s les deux ». Les suivants sont formés avec le préfixe tus- évolué de l’adjectif indéfini toți « tous », ex. tustrei « tou(te)s les trois », tuspatru « tou(te)s les quatre », tuscinci « tou(te)s cinq », tusșase « tou(te)s les six ». En phrases : La nuntă au venit rudele și prietenii amândurora (génitif), « Les familles et les amis des deux sont venus au mariage », Le-am oferit flori ambilor profesori (datif) « J’ai offert des fleurs aux deux professeurs », Au venit ieri tustrei « Tous les trois sont venus hier ».
Dans les grammaires BCMS on considère comme collectifs les numéraux utilisés pour les groupes de personnes. Pour ceux de personnes des deux sexes on utilise des noms neutres, en général invariables, quelques-uns formés avec le suffixe -oje (ex. nas dvoje « nous deux », oboje « (tous) les deux »), les autres avec le suffixe -oro: dvanaestoro ljudi « douze personnes » (littéralement « douze humains »), Imao je šestoro dece « Il avait six enfants ». De ces numéraux on en forme d’autres, des noms féminins, avec le suffixe -ica, seulement pour les groupes de personnes de sexe masculin, ex. dvojica « deux », obojica « (tous) les deux », trojica « trois », trideset sedmorica « trente sept », Došao je s petoricom drugova (instrumental) « Il est venu avec cinq amis ».

### Quantités approximatives
De telles quantités s’expriment par des procédés très divers, surtout par des syntagmes contenant des numéraux. Des exemples en français sont : jusqu’à dix-onze heures, sept à huit ans, Il a dans les quarante ans, vers trois heures du matin, environ/ autour de/ à peu près/ quelque cent francs, de l’ordre de mille.
Dans certaines langues il y a aussi des noms numéraux exprimant des quantités approximatives, dérivés de cardinaux. En français ce sont dizaine, quinzaine, vingtaine, trentaine, quarantaine, cinquantaine, soixantaine, centaine, millier, utilisés le plus souvent avec les articles indéfinis une et des. En phrase : Il a offert une dizaine de roses à sa mère, Il y avait des centaines de manifestants dans les rues.
En BCMS, le suffixe de formation des numéraux de ce genre est -ak: dvadesetak kuća « une vingtaine de maisons », petnaestak malih dječaka « une quinzaine de petits enfants », pedesetak koraka « une cinquantaine de pas », tridesetak dugih godina « une trentaine de longues années ».

## Interférences sémantiques entre catégories de numéraux
Dans certaines langues, certains numéraux expriment parfois une idée numérique autre que celle qu’ils expriment principalement.
En français, par exemple, le numéral cardinal est parfois utilisé avec le sens de l’ordinal : livre III, acte IV, Louis XIII. Un autre cas d’interférence est celui du numéral cardinal qui, dans certains contextes, n’exprime pas un nombre précis, mais un nombre indéterminé, ex. Attendez une seconde, Il habite à deux pas, Il faut tourner sept fois sa langue dans sa bouche avant de parler, Voir trente-six chandelles, Répéter vingt/cent/mille fois la même chose.

## Sources bibliographiques
- Dubois, Jean et al., Dictionnaire de linguistique, Paris, Larousse-Bordas/VUEF, 2002 (lire en ligne)
- (en) Eastwood, John, Oxford Guide to English Grammar [« Guide Oxford de la grammaire anglaise »], Oxford, Oxford University Press, 1994 (ISBN 0-19-431351-4, lire en ligne)
- (en) Eifring, Halvor et Theil, Rolf, Linguistics for Students of Asian and African Languages [« Linguistique pour les étudiants en langues asiatiques et africaines »], Oslo, Université d’Oslo, 2005 (lire en ligne)
- (hu) Erdős, József (dir.), Küszöbszint. Magyar mint idegen nyelv [« Niveau-seuil. Hongrois langue étrangère »], Université technique de Budapest, Institut de linguistique, Groupe pour le hongrois, 2001 (lire en ligne)
- Grevisse, Maurice et Goosse, André, Le Bon Usage : grammaire française, Bruxelles, De Boeck Université, 2007, 14e éd., 1600 p. (ISBN 978-2-8011-1404-9, lire en ligne)
- (hr) « Hrvatski jezični portal (HJP) » [« Portail linguistique croate »] (consulté le 17 août 2020)
- Jolić, Borjanka et Ludwig, Roger, Le serbo-croate sans peine, Chennevières, Assimil, 1972
- Kalmbach, Jean-Michel, La grammaire du français langue étrangère pour étudiants finnophones (version 1.1.4.), Jyväskylä (Finlande), Université de Jyväskylä, 2013 (ISBN 978-951-39-4260-1, lire en ligne)
- (sr) Klajn, Ivan, Gramatika srpskog jezika [« Grammaire de la langue serbe »], Belgrade, Zavod za udžbenike i nastavna sredstva, 2005 (ISBN 86-17-13188-8, lire en ligne)
- (ro) Moldovan, Victoria, Pop, Liana et Uricaru, Lucia, Nivel prag pentru învățarea limbii române ca limbă străină [« Niveau-seuil pour l’apprentissage du roumain langue étrangère »], Strasbourg, Conseil de l’Europe (Conseil de la Collaboration Culturelle), 2001 (lire en ligne)
- (en) « Oxford Learners’s Dictionaries (OLD) » [« Dictionnaires Oxford des apprenants »] (consulté le 17 août 2020)
- (en) Rounds, Carol, Hungarian : an Essential Grammar [« Grammaire fondamentale du hongrois »], Londres / New York, Routledge, 2001 (ISBN 0-203-46519-9, lire en ligne)
- Szende, Thomas et Kassai, Georges, Grammaire fondamentale du hongrois, Paris, Langues et mondes – l’Asiathèque, 2007, 573 p. (ISBN 978-2-915255-55-3, lire en ligne)
- (en) Trafton, Anne, « MIT-led team finds language without numbers » [« Une équipe dirigée par MIT trouve une langue sans nombres »], MIT News, 24 juin 2008 (consulté le 17 août 2020)
- « Trésor de la langue française informatisé (TLFi) » (consulté le 17 août 2020)